# Liste der Abgeordneten zum Südtiroler Landtag (XI. Legislaturperiode)
Die Liste der Abgeordneten zum XI. Südtiroler Landtag listet alle bei der Landtagswahl 1993 gewählten Abgeordneten und etwaige Nachrücker auf.

## Abgeordnete
| Mitglied des Landtages | Partei oder Wahlbündnis                            |
| ---------------------- | -------------------------------------------------- |
| Erich Achmüller        | Südtiroler Volkspartei                             |
| Roland Atz             | Südtiroler Volkspartei                             |
| Alfons Benedikter      | Union für Südtirol                                 |
| Ruggero Benussi        | Movimento Sociale Italiano - Destra Nazionale      |
| Hans Berger            | Südtiroler Volkspartei                             |
| Marco Bolzonello       | Movimento Sociale Italiano - Destra Nazionale      |
| Siegfried Brugger 1    | Südtiroler Volkspartei                             |
| Luigi Cigolla          | Democrazia Cristiana - Partito Popolare Alto Adige |
| Herbert Denicolò       | Südtiroler Volkspartei                             |
| Michele Di Puppo       | Democrazia Cristiana - Partito Popolare Alto Adige |
| Luis Durnwalder        | Südtiroler Volkspartei                             |
| Arthur Feichter        | Südtiroler Volkspartei                             |
| Hubert Frasnelli       | Südtiroler Volkspartei                             |
| Werner Frick           | Südtiroler Volkspartei                             |
| Giorgio Holzmann       | Movimento Sociale Italiano - Destra Nazionale      |
| Bruno Hosp             | Südtiroler Volkspartei                             |
| Franco Ianieri 2       | Unione di Centro                                   |
| Sabina Kasslatter Mur  | Südtiroler Volkspartei                             |
| Eva Klotz              | Union für Südtirol                                 |
| Alois Kofler           | Südtiroler Volkspartei                             |
| Cristina Kury          | Grüne                                              |
| Michl Laimer           | Südtiroler Volkspartei                             |
| Pius Leitner           | Die Freiheitlichen                                 |
| Armando Magnabosco 3   | Unione di Centro                                   |
| Christine Mayr         | Südtiroler Volkspartei                             |
| Sepp Mayr              | Südtiroler Volkspartei                             |
| Siegfried Messner 4    | Südtiroler Volkspartei                             |
| Mauro Minniti 5        | Movimento Sociale Italiano - Destra Nazionale      |
| Pietro Mitolo 6        | Movimento Sociale Italiano - Destra Nazionale      |
| Umberto Montefiori     | Lega Nord                                          |
| Hanspeter Munter       | Südtiroler Volkspartei                             |
| Franz Pahl             | Südtiroler Volkspartei                             |
| Oskar Peterlini        | Südtiroler Volkspartei                             |
| Otto Saurer            | Südtiroler Volkspartei                             |
| Ulrike Tarfusser 7     | Die Freiheitlichen                                 |
| Romano Viola           | Partito Democratico della Sinistra                 |
| Christian Waldner 8    | Die Freiheitlichen                                 |
| Carlo Willeit          | Ladins                                             |
| Alessandra Zendron     | Grüne                                              |